# Salón de los Próceres Argentinos
El Salón de los Próceres Argentinos, anteriormente "Salon de Mujeres del Bicentenario" es un espacio ubicado dentro de la Casa Rosada sede del gobierno de Argentina, dedicado a homenajear a los próceres argentinos que dedicaron su vida a servir a la nación. Inaugurado durante el gobierno de Cristina Fernández de Kirchner, quien solía utilizarlo para dar mensajes presidenciales. Durante el gobierno de Mauricio Macri fue refuncionalizado como oficina, para luego ser reinaugurado por el presidente Alberto Fernández en 2020. En marzo de 2024, durante la actual presidencia de Javier Milei el salón pasó a llamarse "Salón de los Próceres Argentinos" por iniciativa de la Secretaria General de la Presidencia Karina Milei

## Inauguración
La inauguración de la sala fue realizada el viernes 6 de marzo de 2009, encabezada por la presidenta Cristina Fernández, quien fuera acompañada por los escritores e historiadores Norberto Galasso y Mario O'Donnell.
Estos mismos expusieron sobre estas mujeres homenajeadas, destacadas en la historia de la República Argentina. La presidenta destacó que su intención era "crear un lugar permanente para las mujeres". 
Se encontraban en el acto, distintas autoridades de la Nación argentina, de las distintas provincias, ministros, embajadores, legisladores, y otros personajes de la cultura popular.

## Mujeres homenajeadas
Catorce imágenes homenajean a las mujeres argentinas:
María Elena Walsh

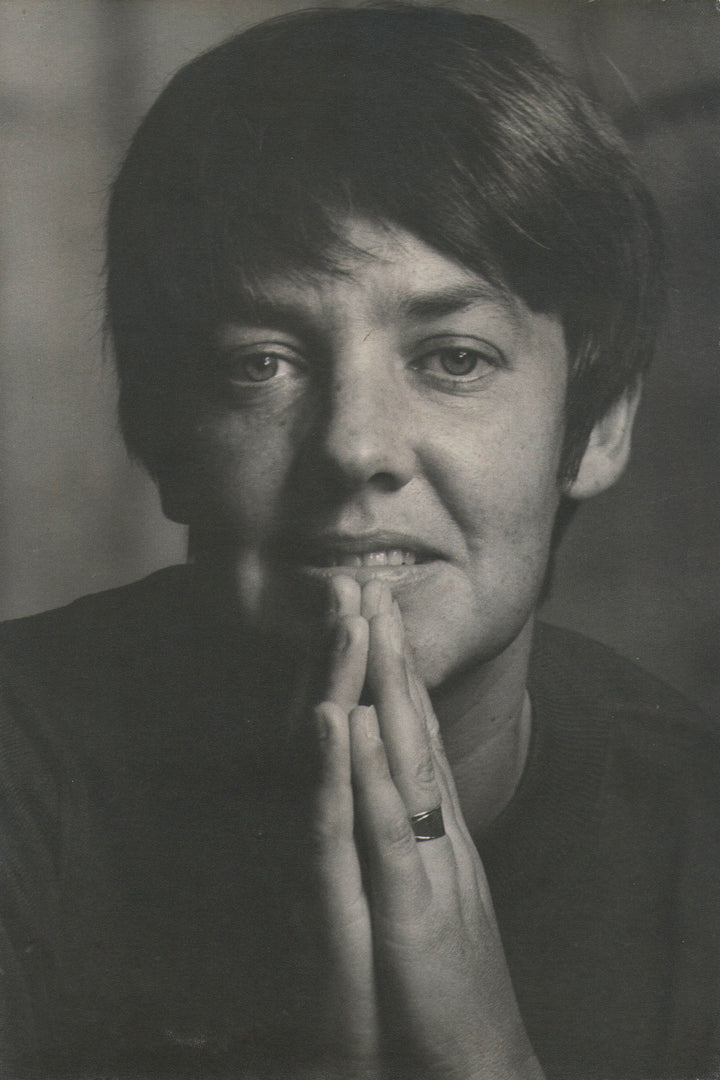

María Elena Walsh, autora y compositora argentina, cuya creatividad y humor marcaron generaciones, elevando el arte infantil y la literatura con su ingenio incomparable.
Mercedes Sosa

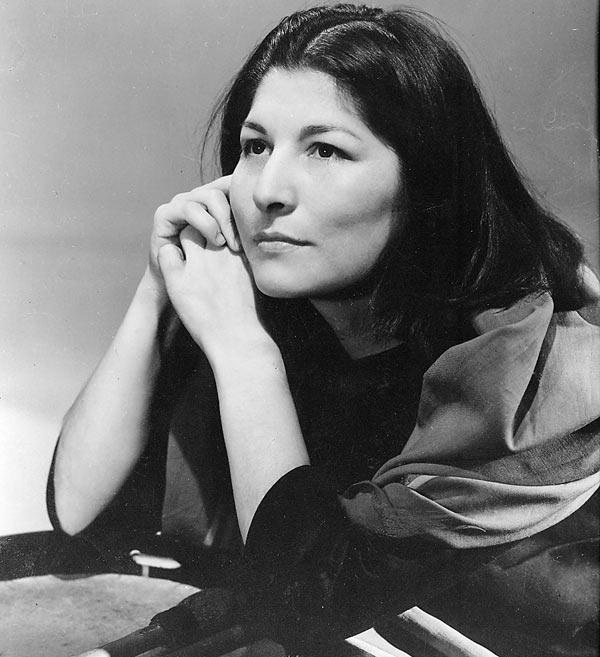

Icónica cantante argentina, conocida como "La voz de América Latina", cuya profunda interpretación del folclore argentino y latinoamericano trascendió fronteras, inspirando generaciones con su poderosa voz.
Cecilia Grierson

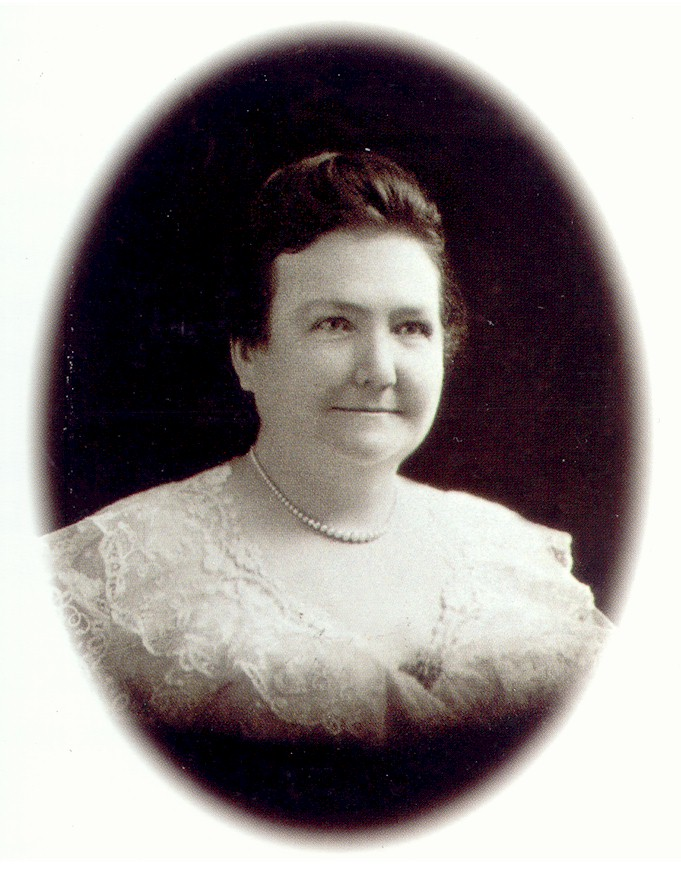

Médica y educadora argentina pionera, reconocida por ser la primera mujer graduada como médico en Argentina y por su incansable labor en la promoción de la salud y los derechos de las mujeres.

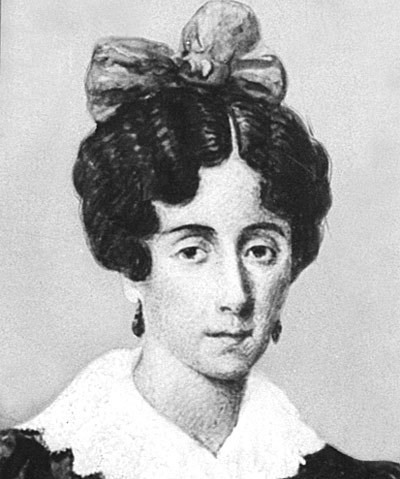

Mariquita Sánchez de Thompson
Mariquita Sánchez de Thompson, destacada figura de la sociedad y la cultura argentina del siglo XIX, conocida por su influencia en los círculos literarios y su compromiso con la independencia y la cultura nacional.
Paloma Efron (Blackie)

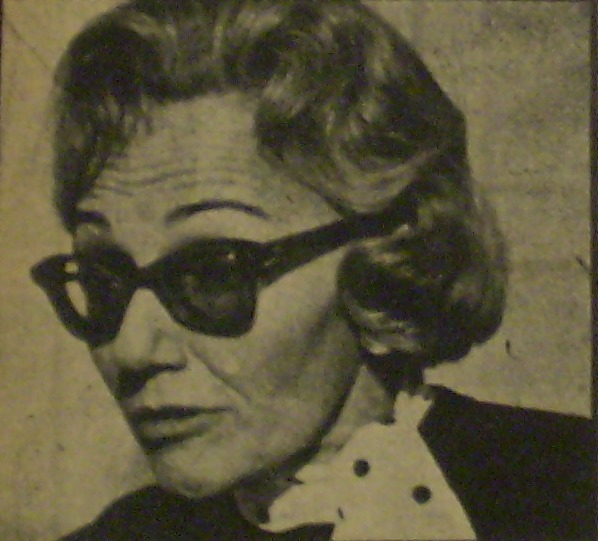

Actriz y presentadora argentina, destacada por su carisma y talento en la televisión, donde cautivó a audiencias con su humor y personalidad única, dejando una huella imborrable en el corazón de su país.
Eva Perón

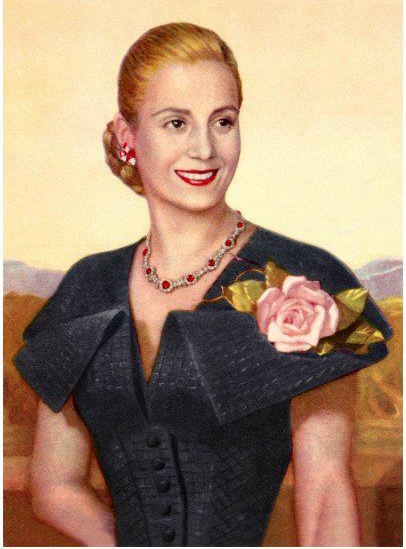

Figura emblemática de la historia argentina, conocida por su labor en favor de los derechos sociales y el apoyo a los sectores más vulnerables de la sociedad.
Juana Azurduy

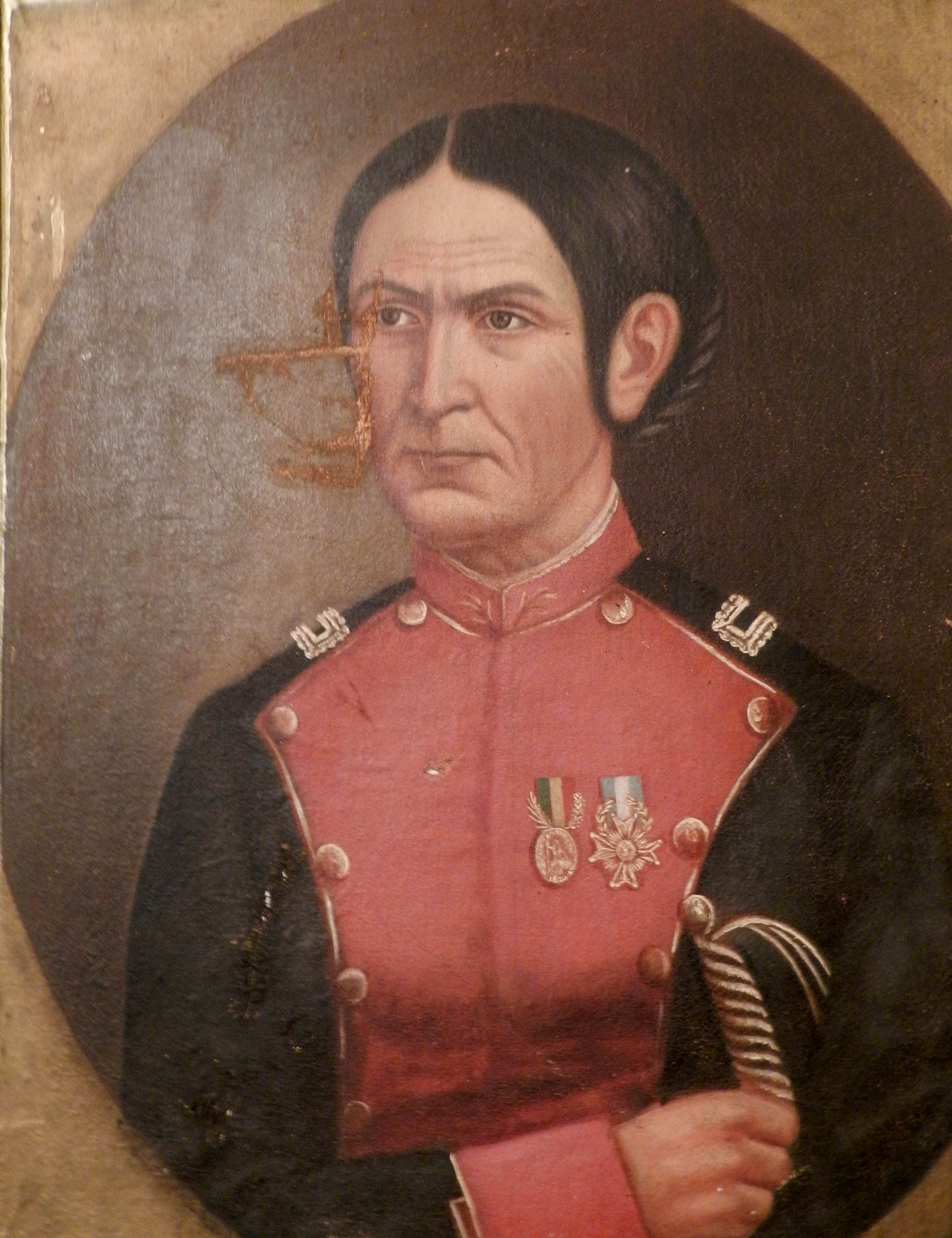

Heroína de la independencia sudamericana, su valentía y liderazgo dejaron una marca indeleble en la historia de Argentina.
Victoria Ocampo

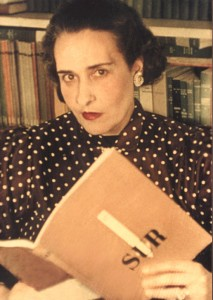

Escritora, editora y activista cultural argentina, fundadora de la revista literaria "Sur", reconocida por su contribución al ámbito cultural y la promoción de la literatura y el arte en Argentina y el mundo.
Alfonsina Storni

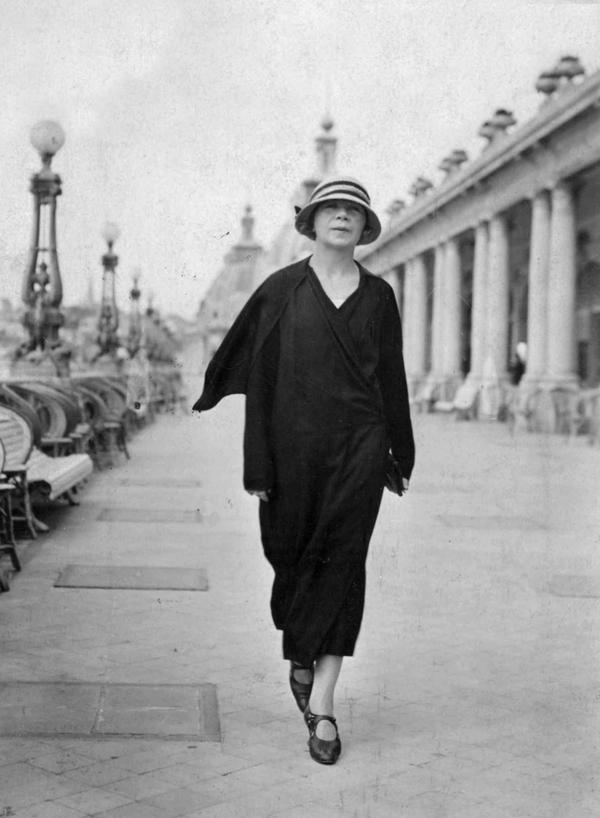

Poeta y escritora argentina, símbolo del feminismo y la modernidad literaria en América Latina, cuya obra profundizó en temas de género y libertad personal.
Aimé Paine
Cantante Mapuche.
Tita Merello

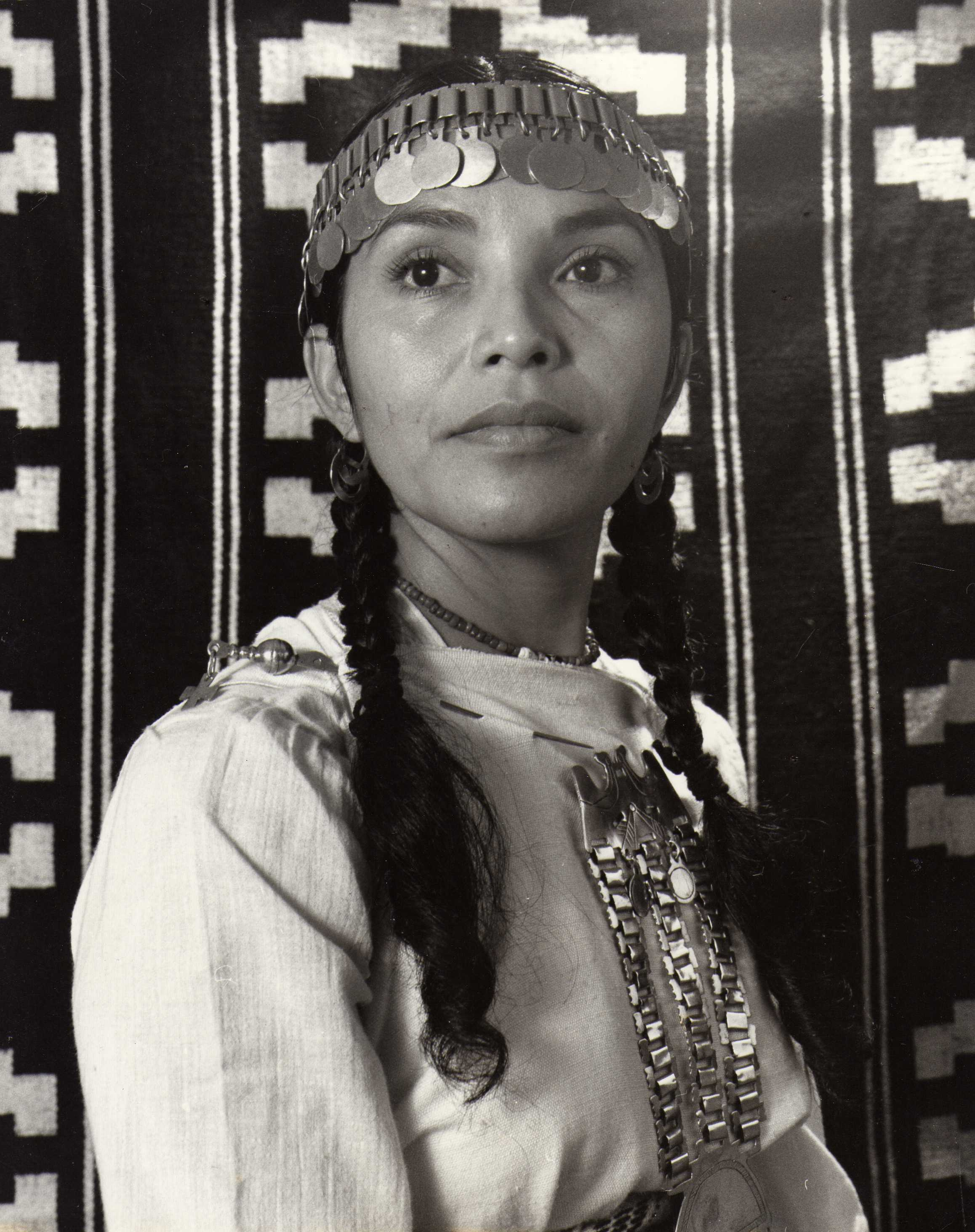

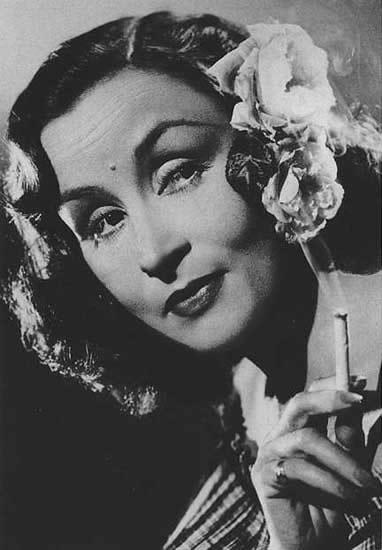

Actriz y cantante argentina, ícono del tango, cuya voz y carisma cautivaron al público nacional e internacional.
Madres de Plaza de Mayo

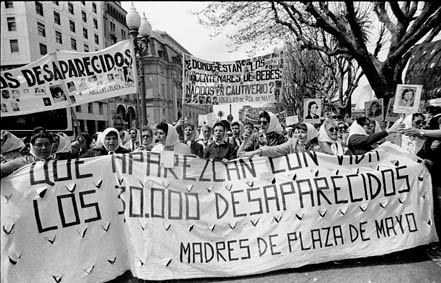

Símbolo de valentía y lucha por los derechos humanos en Argentina, su incansable búsqueda de justicia inspiró al país y al mundo.
Alicia Moreau de Justo

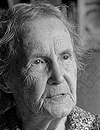

Líder feminista, médica y figura prominente del socialismo argentino, luchó incansablemente por los derechos de las mujeres y la equidad social.
Lola Mora

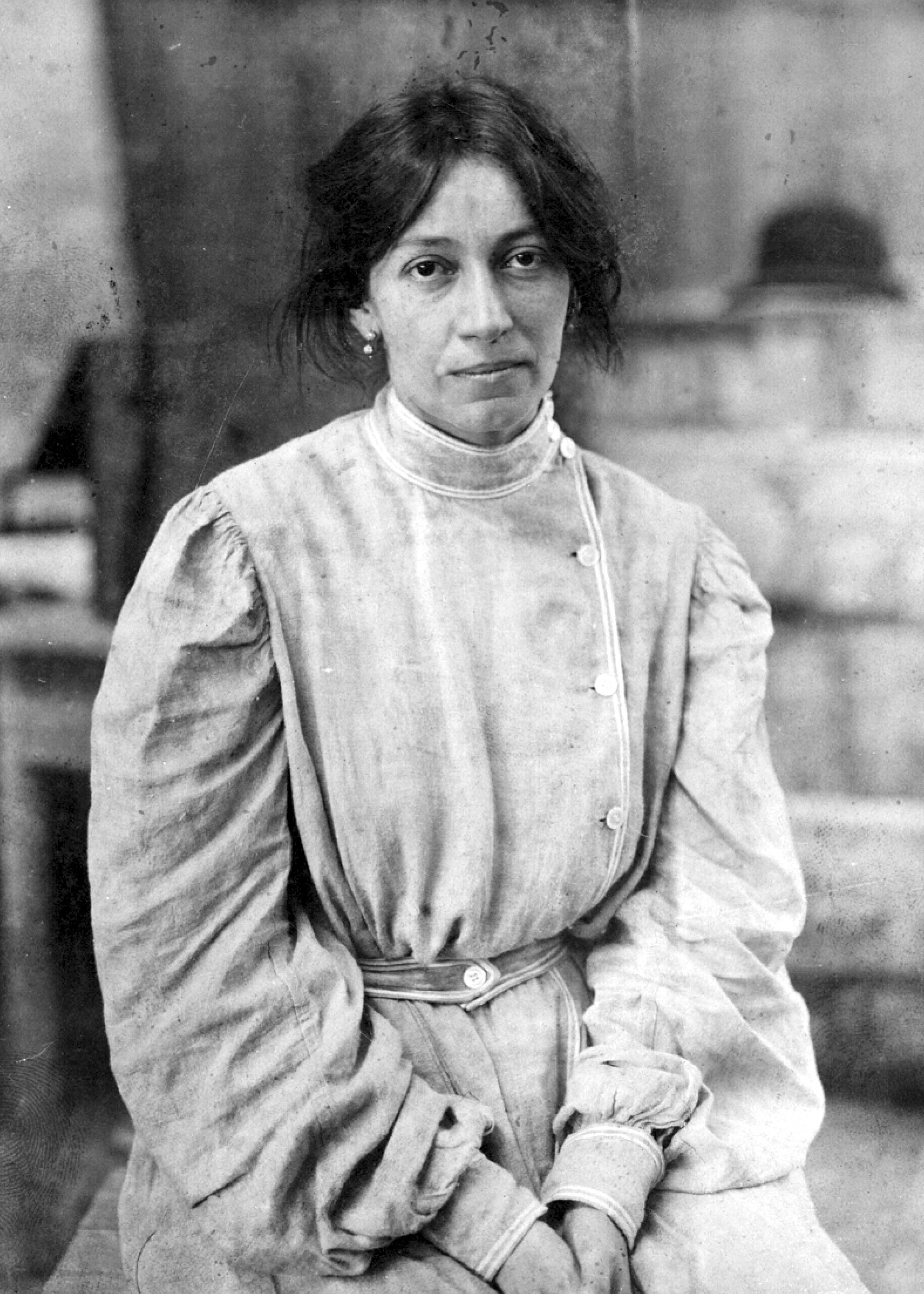

Escultora argentina pionera, cuyas obras dejaron una marca indeleble en el arte y la cultura del país.
María Remedios del Valle

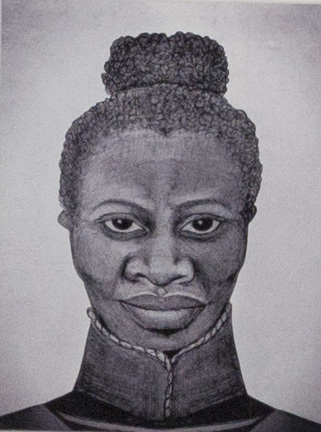

Madre de la Patria. (enfermera y militar) batallando desde 1810 en las guerras de la independencia. 
La presidente Cristina Fernández de Kirchner había reconocido en su discurso a Juana Azurduy considerándola "un mito de la mujer en lucha por la independencia" y a Aimé Painé como "presente en la batalla de los pueblos originarios", al tiempo que destacó el talento de Lola Mora y Alfonsina, y la popularidad de Tita Merello.

## Clausura

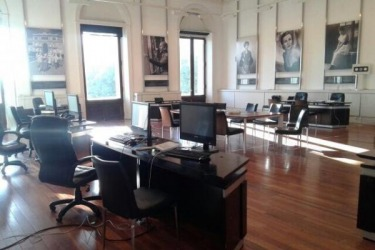
El Salón de las Mujeres Argentinas después de la remodelación ordenada por Mauricio Macri.

Durante la primera semana de mandato de la presidencia de Mauricio Macri entre 2015 y 2019, el Salón de las Mujeres Argentinas, fue designado como salón de oficina para funcionarios del gobierno. Se desmontaron las réplicas gigantes del billete de $100 pesos, la miniatura del edificio del Ministerio de Obras Públicas y se reemplazó el mobiliario, los cuadros de las mujeres permanecieron en las paredes. Los objetos fueron llevados a un depósito.

## Reapertura
A 11 años de su inauguración original, el Salón de las Mujeres Argentinas del Bicentenario fue reinaugurado en una acto del que participaron el Jefe de Gabinete y la ministra de la Mujer. También se agregó una Sala de Mujeres, Géneros y Diversidad.

### Renombramiento
El 8 de marzo de 2024, el día internacional de la mujer, el vocero presidencial Manuel Adorni anuncia el cambio de nombre para el salón. Este cambio fue decidido por la hermana del presidente Karina Milei. El día elegido para anunciar el desmantelamiento del salón y la quinta de sus homenajes fue visto como una provocación del gobierno.
El día elegido para anunciar el renombramiento del salón genero polemica ya que el presidente y sus funcionarios varias veces se han declarado como antifeministas. También se critico la inclusión de Carlos Menem (con el pretexto de que este había fallecido hace poco tiempo), por sus múltiples casos de corrupción durante sus dos gobiernos entre 1989 y 1999. 
De entre la elección de las figuras históricas brillan por su ausencia, personajes relevantes en la configuración de la identidad nacional, tales como el director supremo Juan Martín de Pueyrredón o el canciller de la Confederación Argentina Juan Manuel de Rosas, imprescindibles para la consolidación de la independencia y la soberanía nacional; así como los escritores y pensadores de la Generación del ochenta tales como José Hernández el poeta nacional por autonomasía o el filósofo social José Ingenieros, ambos de reconocimiento y fama internacional del pensador representativo argentino.

### Homenajes en el Salón de los Próceres
José de San Martín

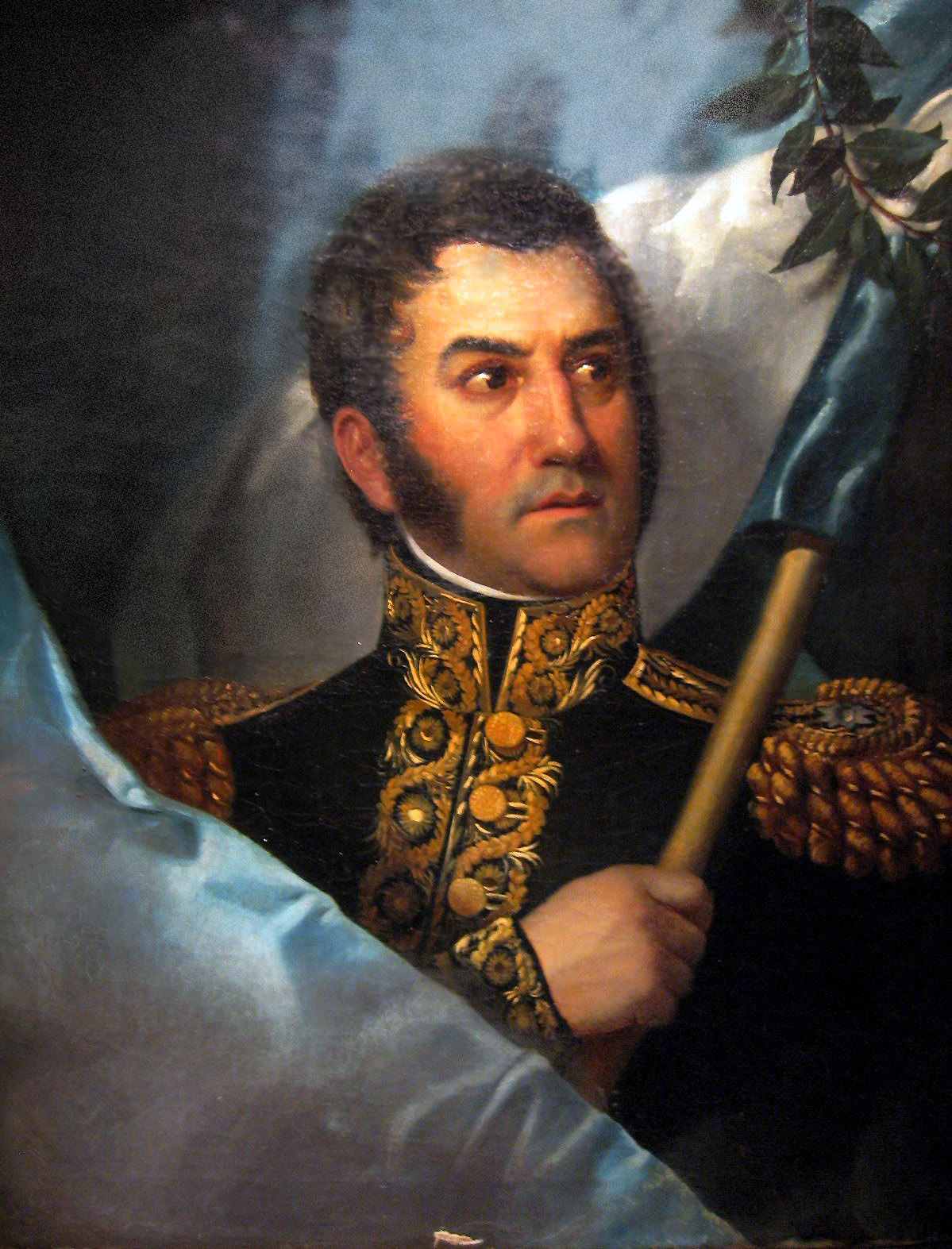

Prócer argentino por liderar la lucha por la independencia de Argentina, Chile y Perú, destacándose por su estrategia militar en la Campaña Libertadora de los Andes.
Julio Argentino Roca

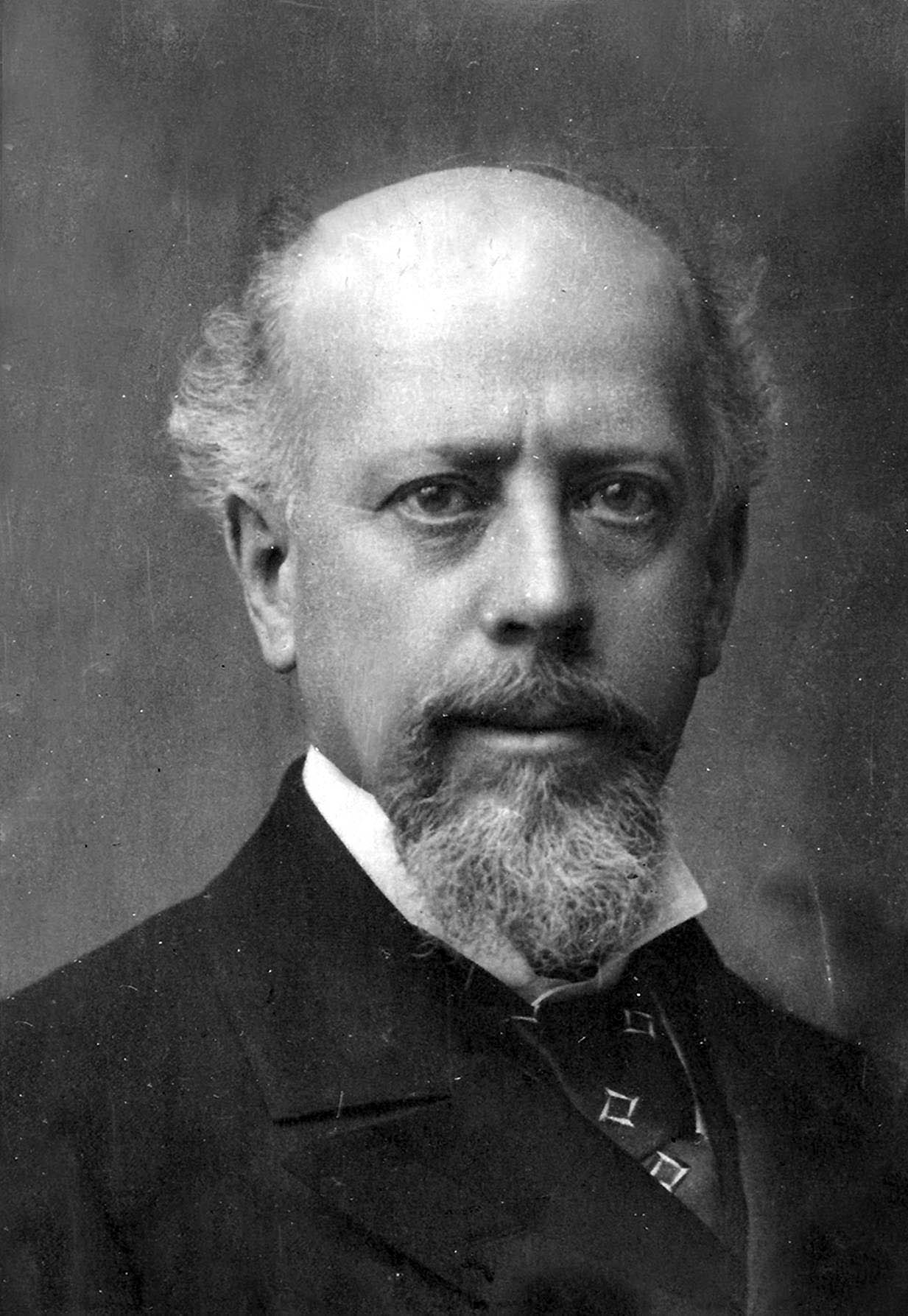

Militar y presidente, crucial en la expansión territorial y modernización de Argentina a finales del siglo XIX.

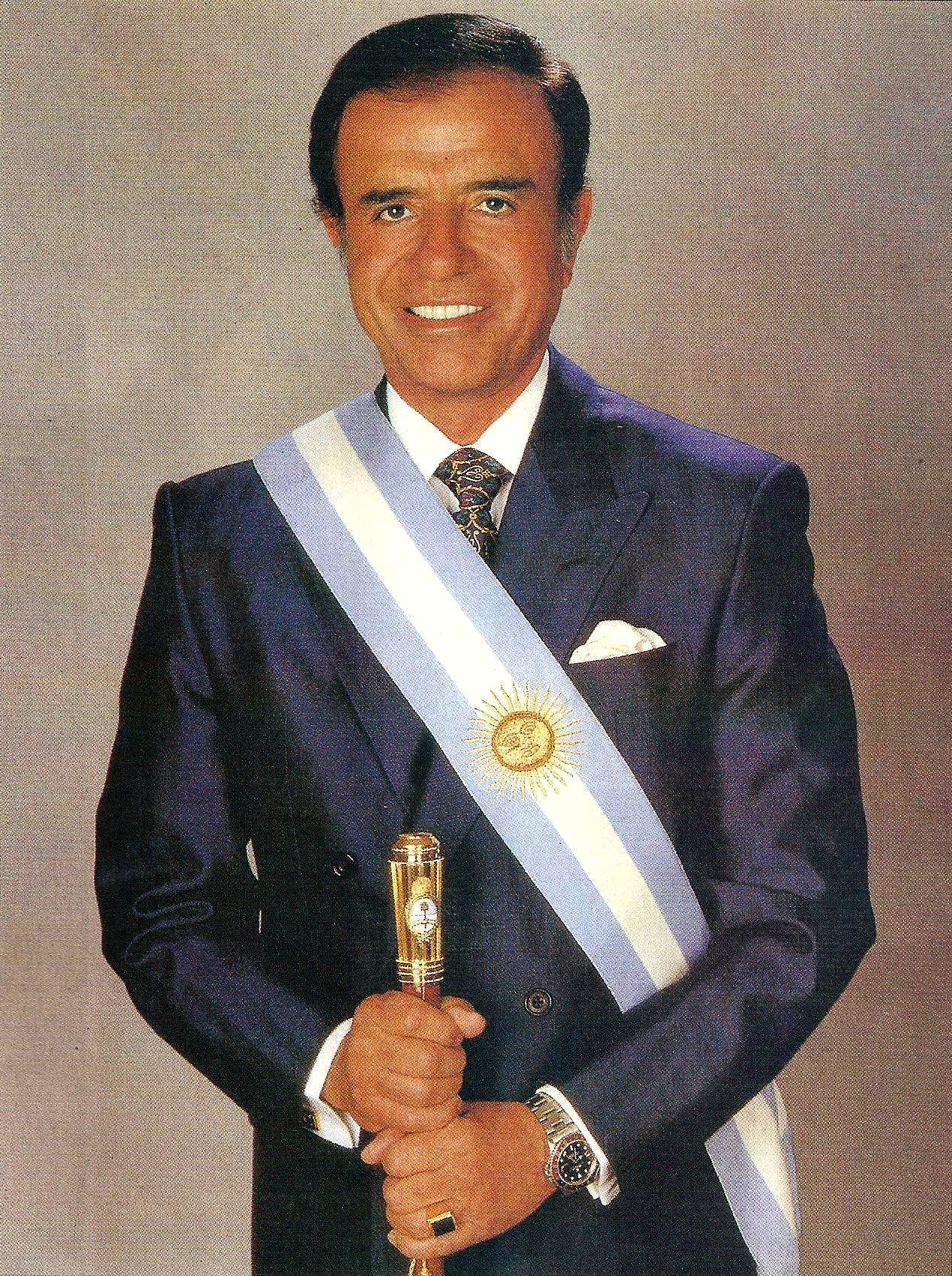

Presidente argentino en la década de 1990, conocido por su impacto en la economía del país mediante políticas de liberalización y privatización.
Martín Miguel de Güemes

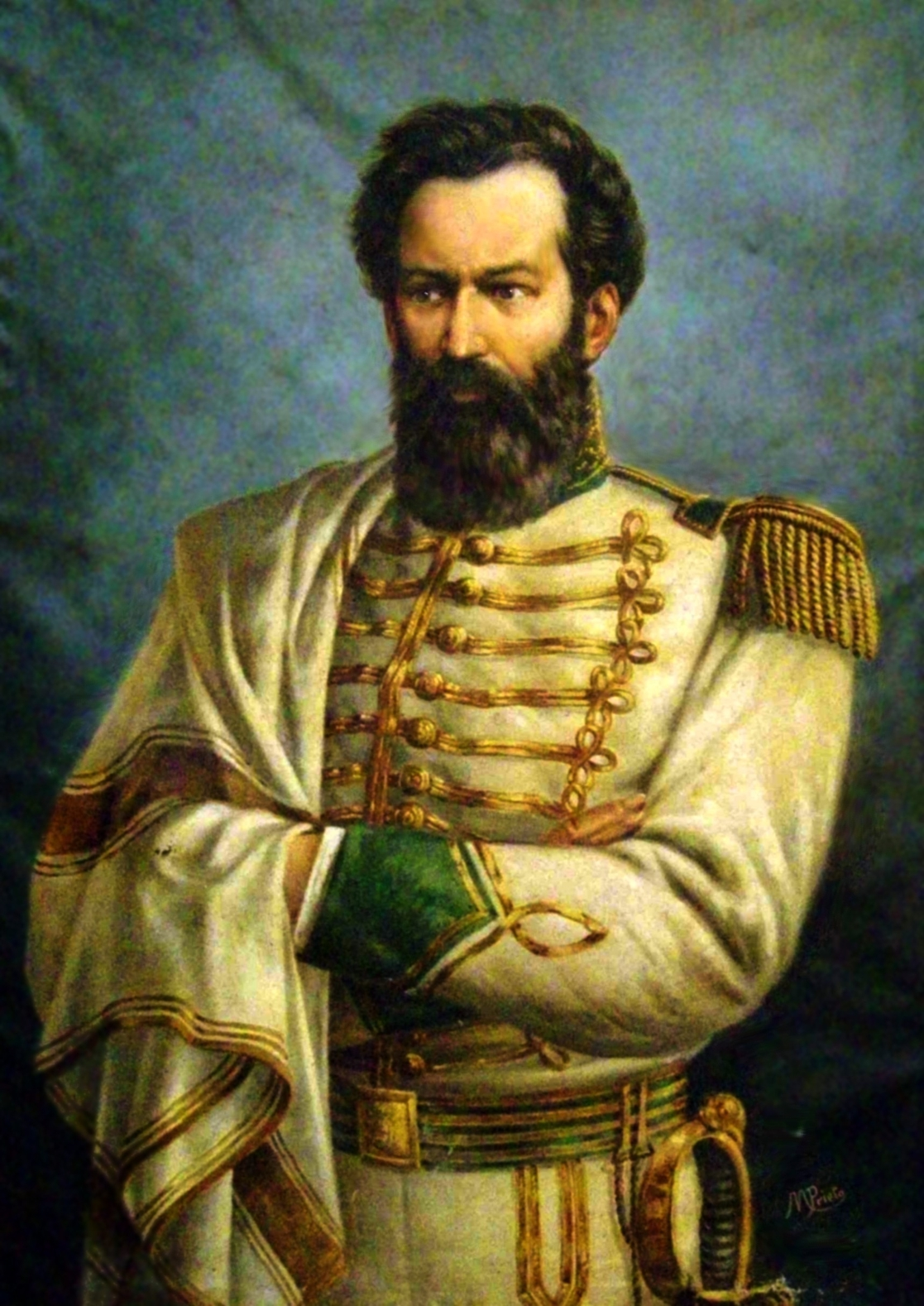

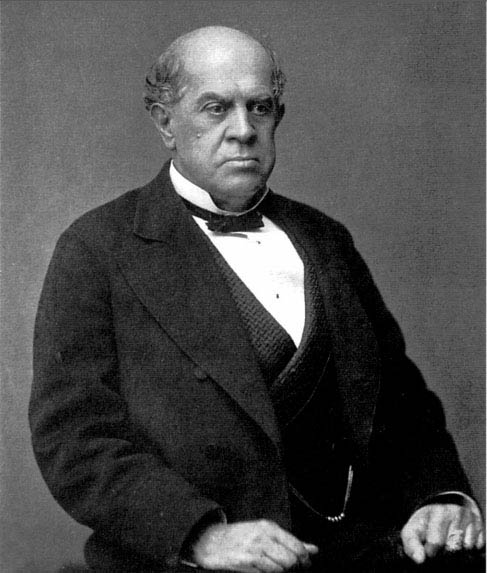

Prócer argentino, destacado por su valiente liderazgo en la Guerra de la Independencia Argentina y la defensa de las fronteras del norte argentino contra las invasiones realistas.
Mariano Moreno

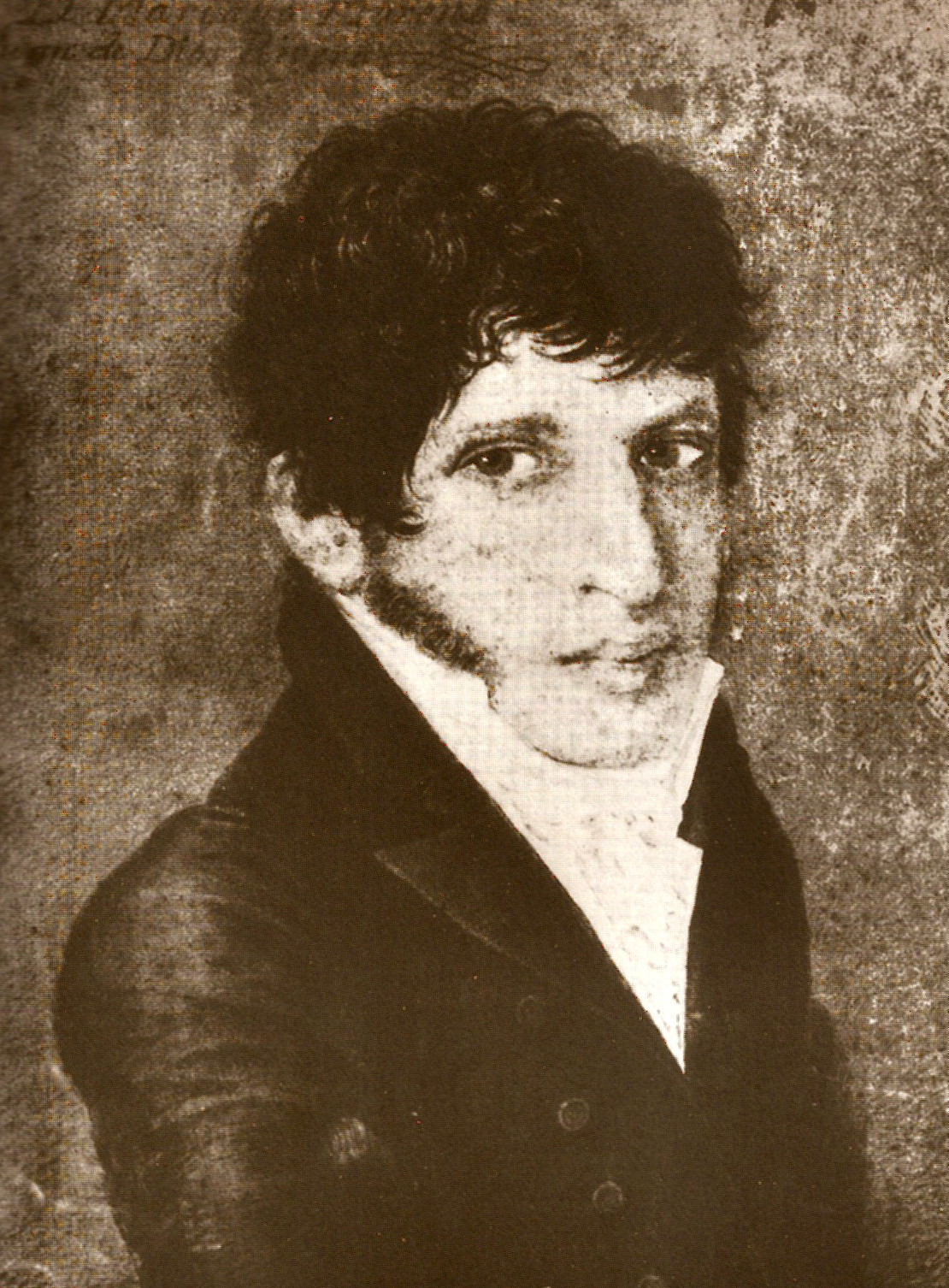

Prócer de la Revolución de Mayo, impulsor de la independencia y la organización nacional argentina.
Juan Bautista Alberdi

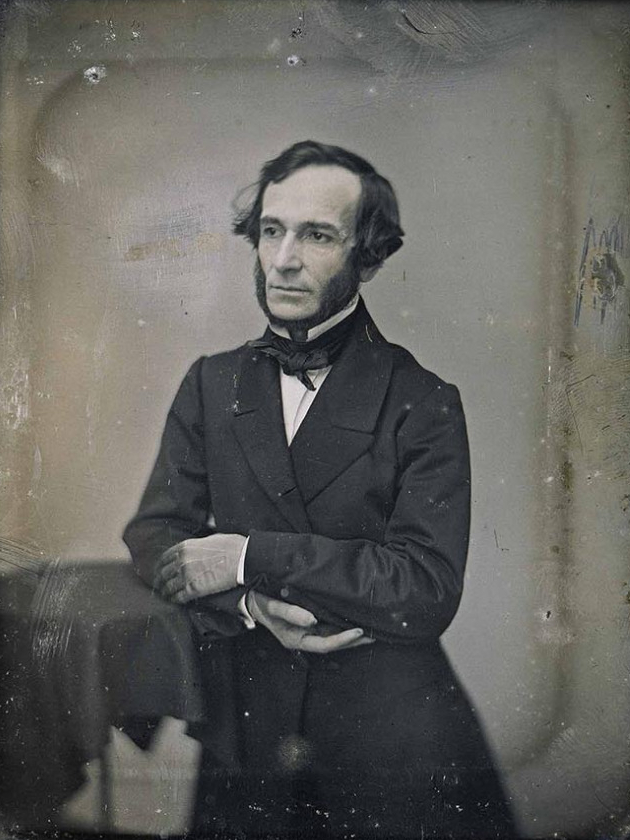

Destacado prócer argentino, conocido por ser el principal ideólogo de la Constitución argentina de 1853
Tumba de Soldado desconocido:
En honor a los soldados argentinos caídos durante la Guerra de las Malvinas, quienes con valor supremo y devoción inquebrantable sacrificaron sus vidas por la patria.
Carlos Pellegrini

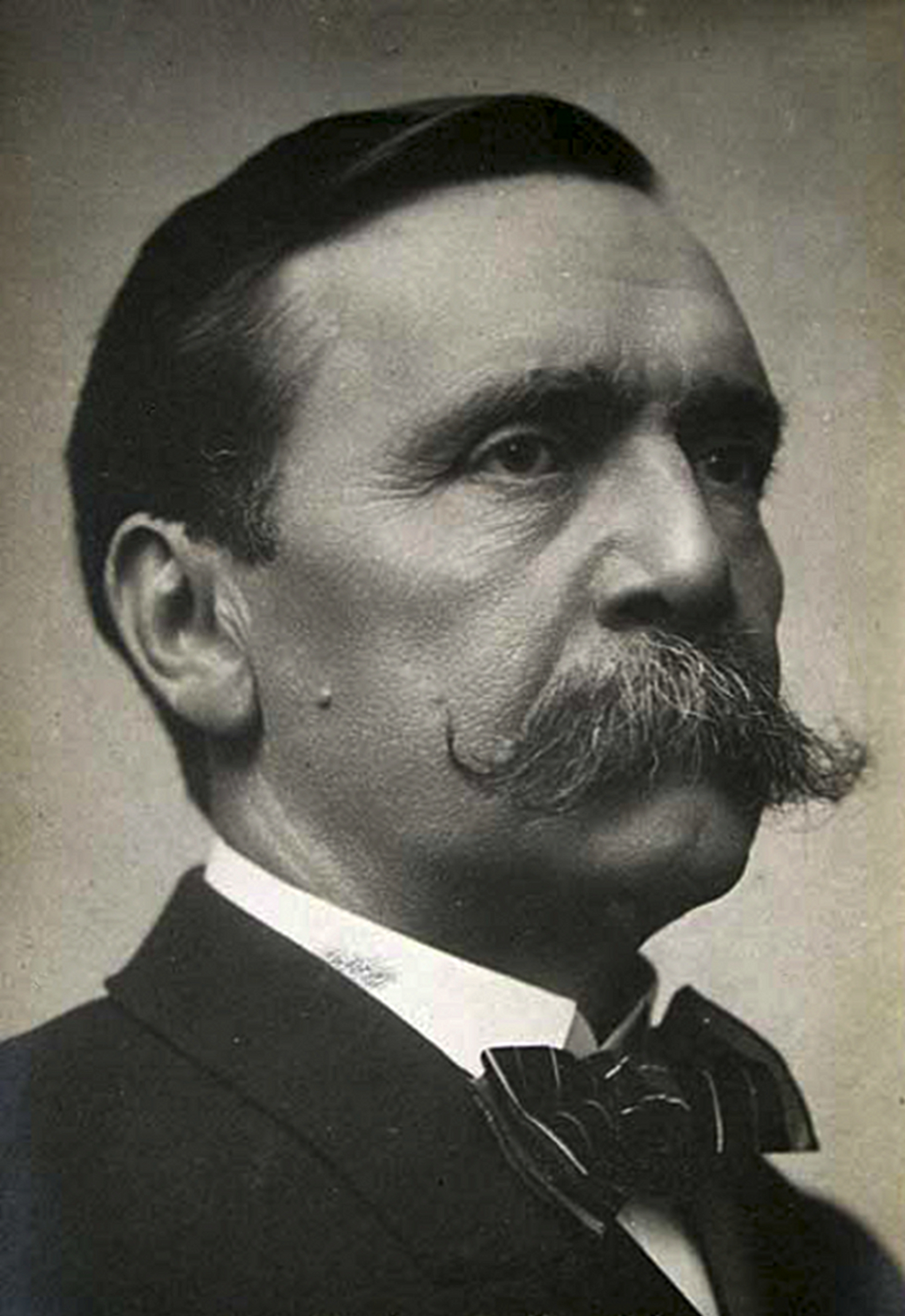

Político y presidente argentino, recordado por su gestión durante la consolidación institucional del país a fines del siglo XIX.
Domingo Faustino Sarmiento
Prócer argentino, destacado por su incansable dedicación a la educación y la modernización del país durante el siglo XIX.
Manuel Belgrano

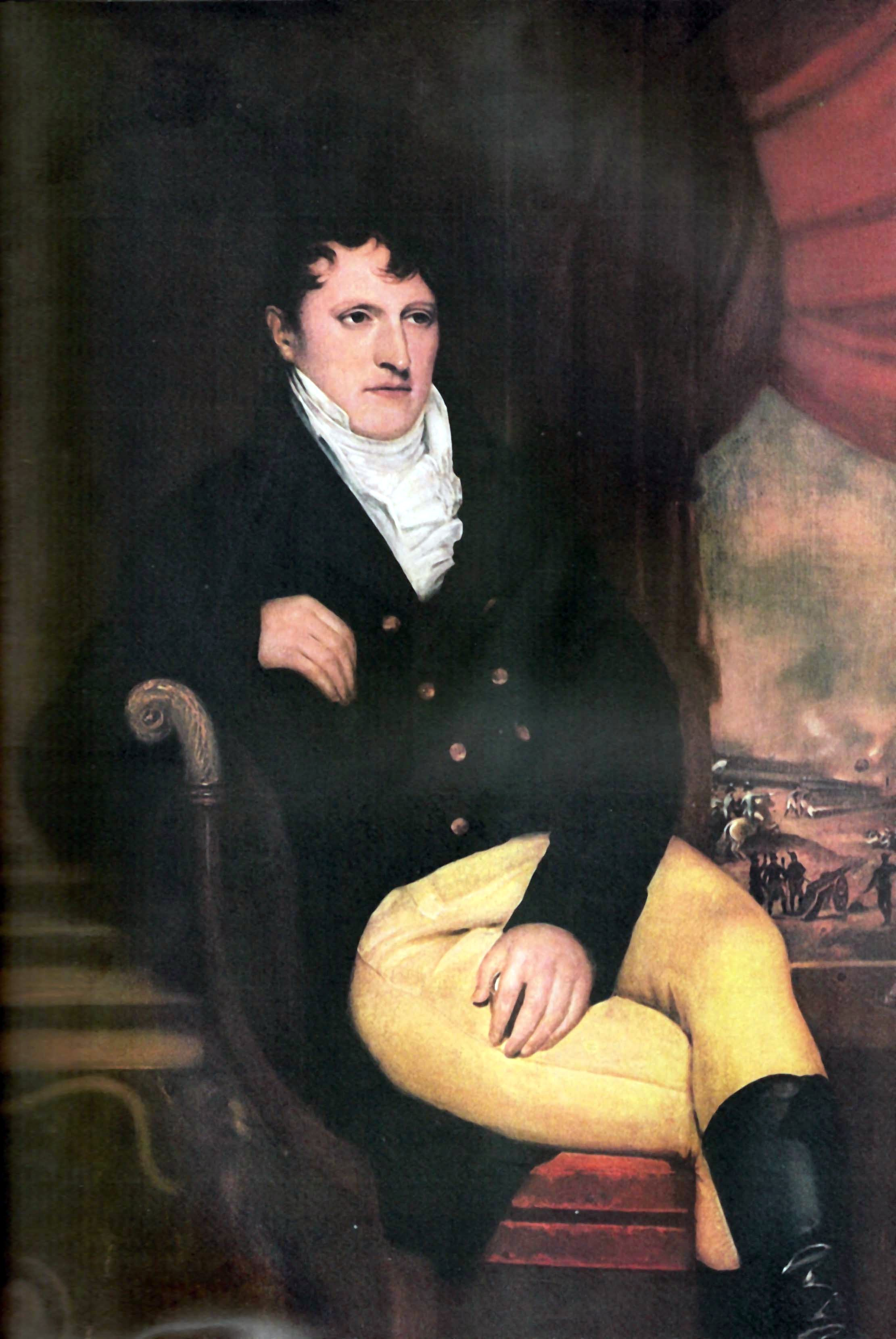

Prócer argentino, reconocido por su papel crucial en la Guerra de la Independencia Argentina. Creador de la Bandera de la Argentina
Justo José de Urquiza

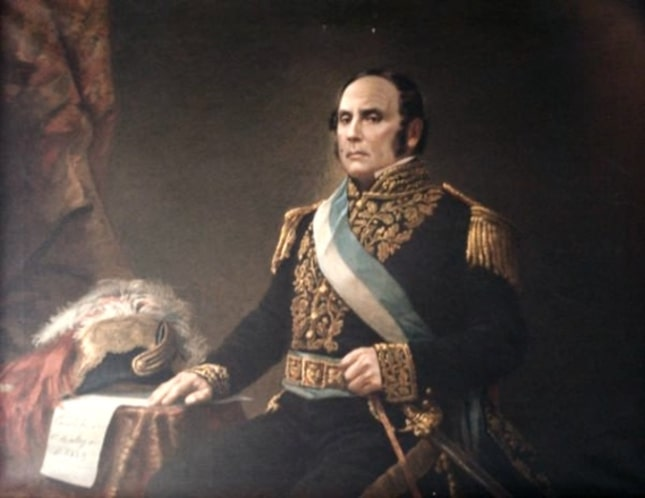

Primer presidente constitucional de Argentina, crucial en la organización nacional y la lucha por la unidad durante el siglo XIX.
Esteban Echeverría

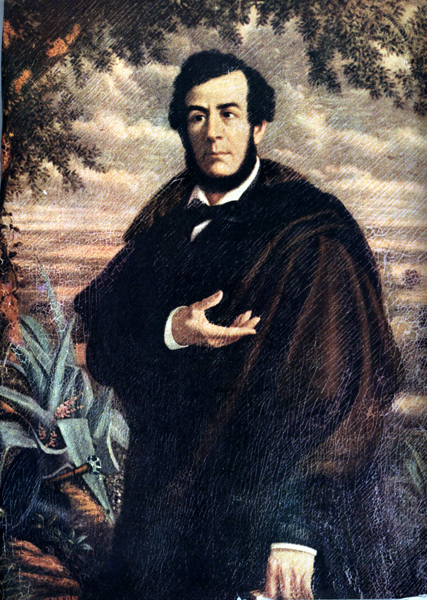

Escritor y político argentino, figura clave en el movimiento romántico y en la difusión de ideas progresistas en el siglo XIX.
Juan Bautista Cabral

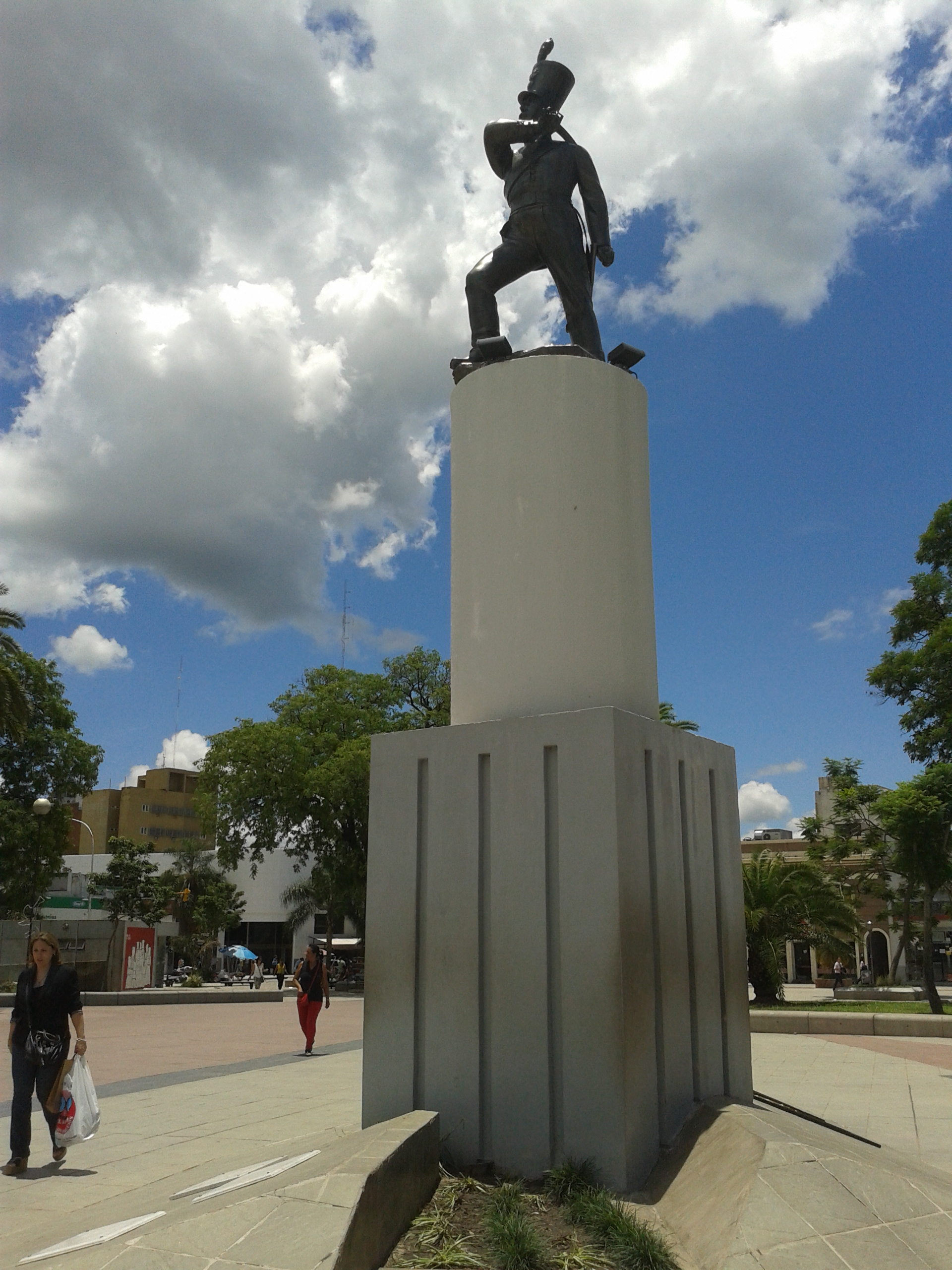

Héroe de la independencia argentina, conocido por su valentía y liderazgo en varias batallas cruciales durante el siglo XIX. 
Bartolomé Mitre

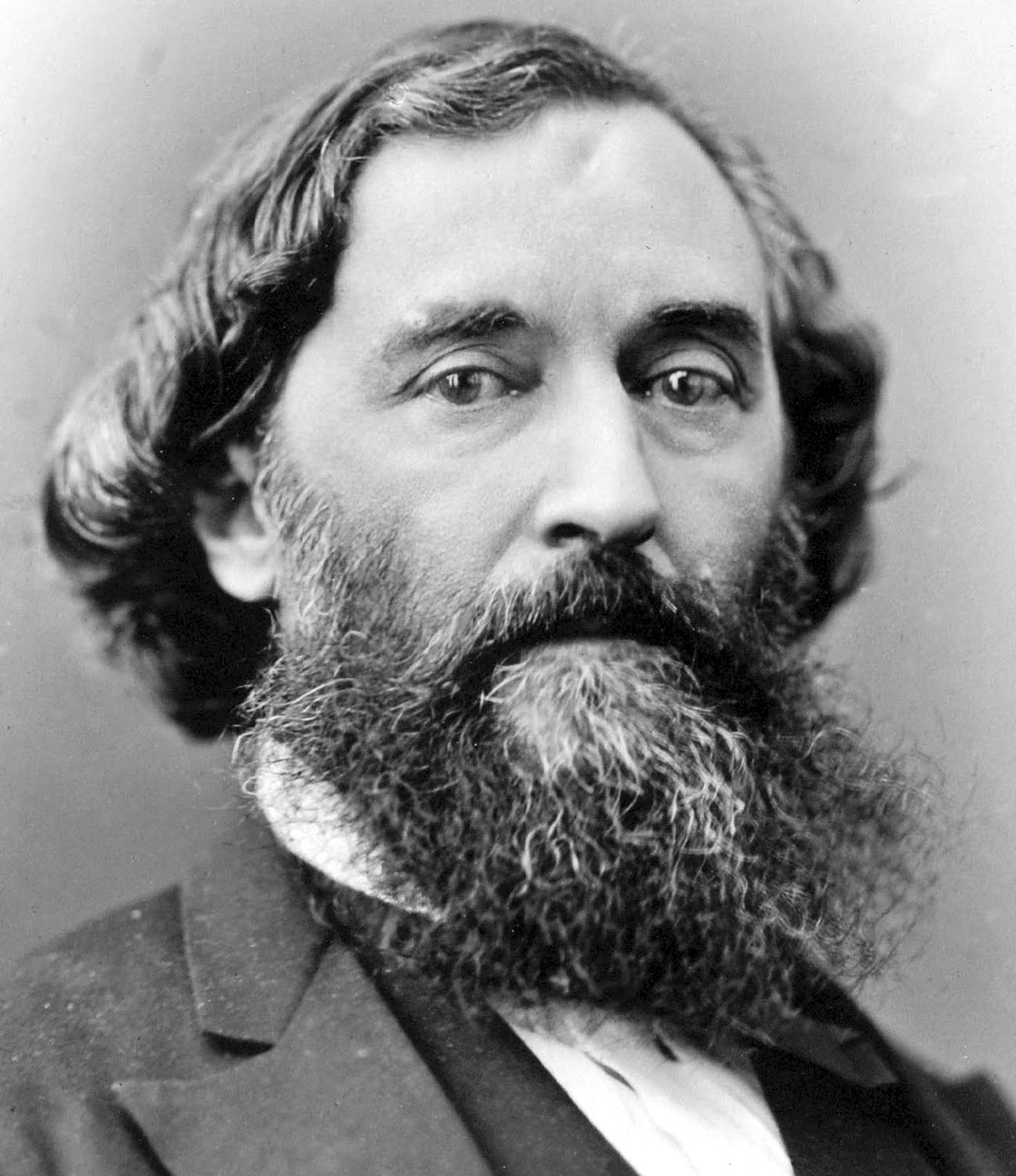

Presidente de la Nación y destacado por su contribución a la organización nacional y el desarrollo cultural y político del país en el siglo XIX.
Bernardino Rivadavia

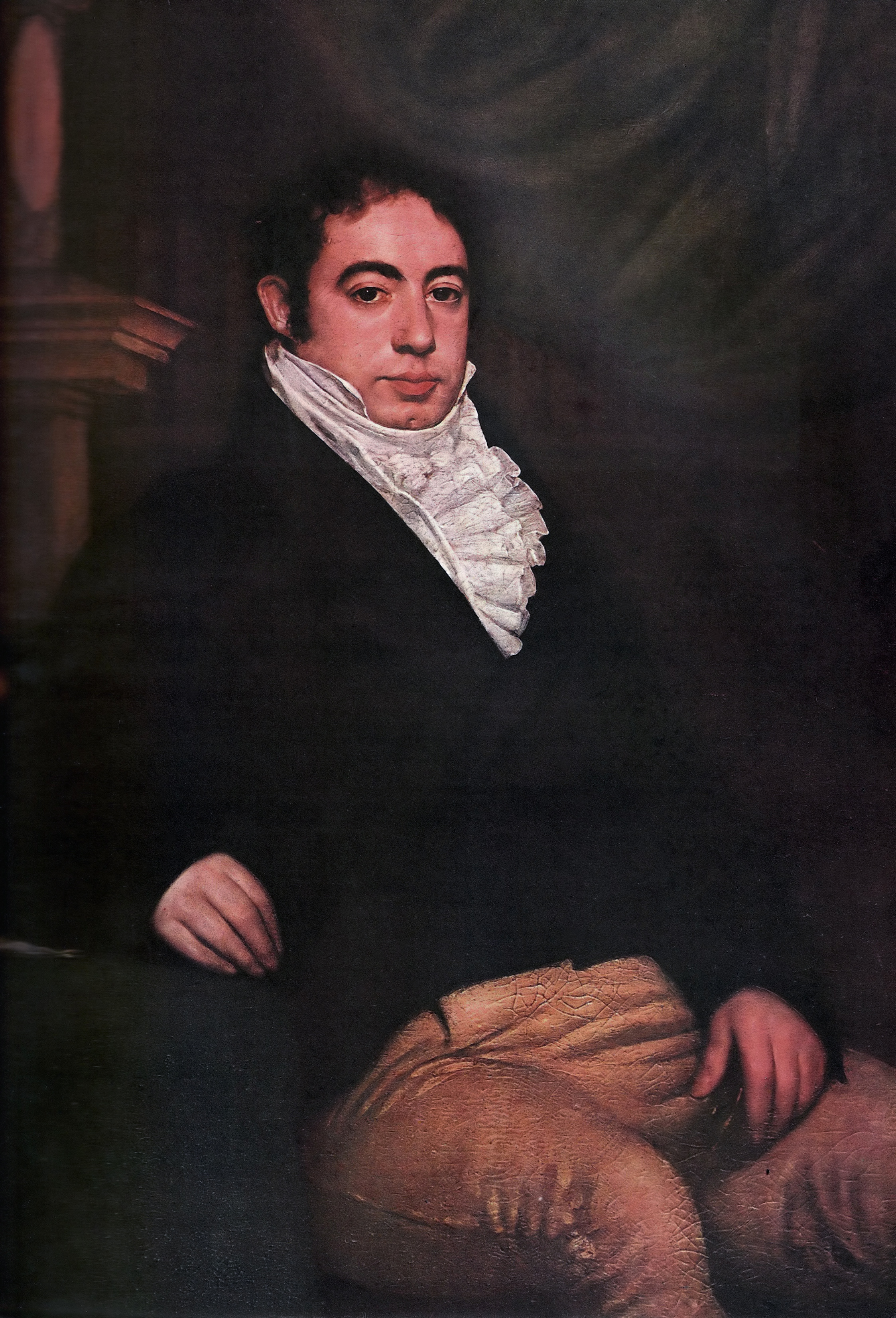

Primer presidente de Argentina, conocido por su labor en la modernización del país y sus esfuerzos por establecer instituciones durante el siglo XIX.
Hipólito Bouchard

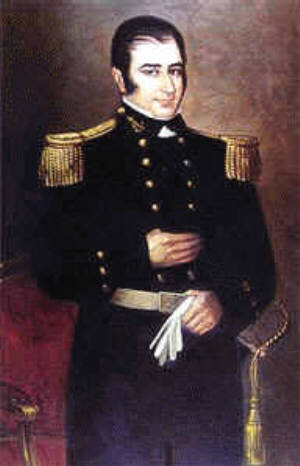

Corsario y marino franco-argentino, reconocido por sus audaces expediciones navales en el siglo XIX, que contribuyeron significativamente a la defensa y proyección marítima de la independencia argentina.
Victorino de la Plaza

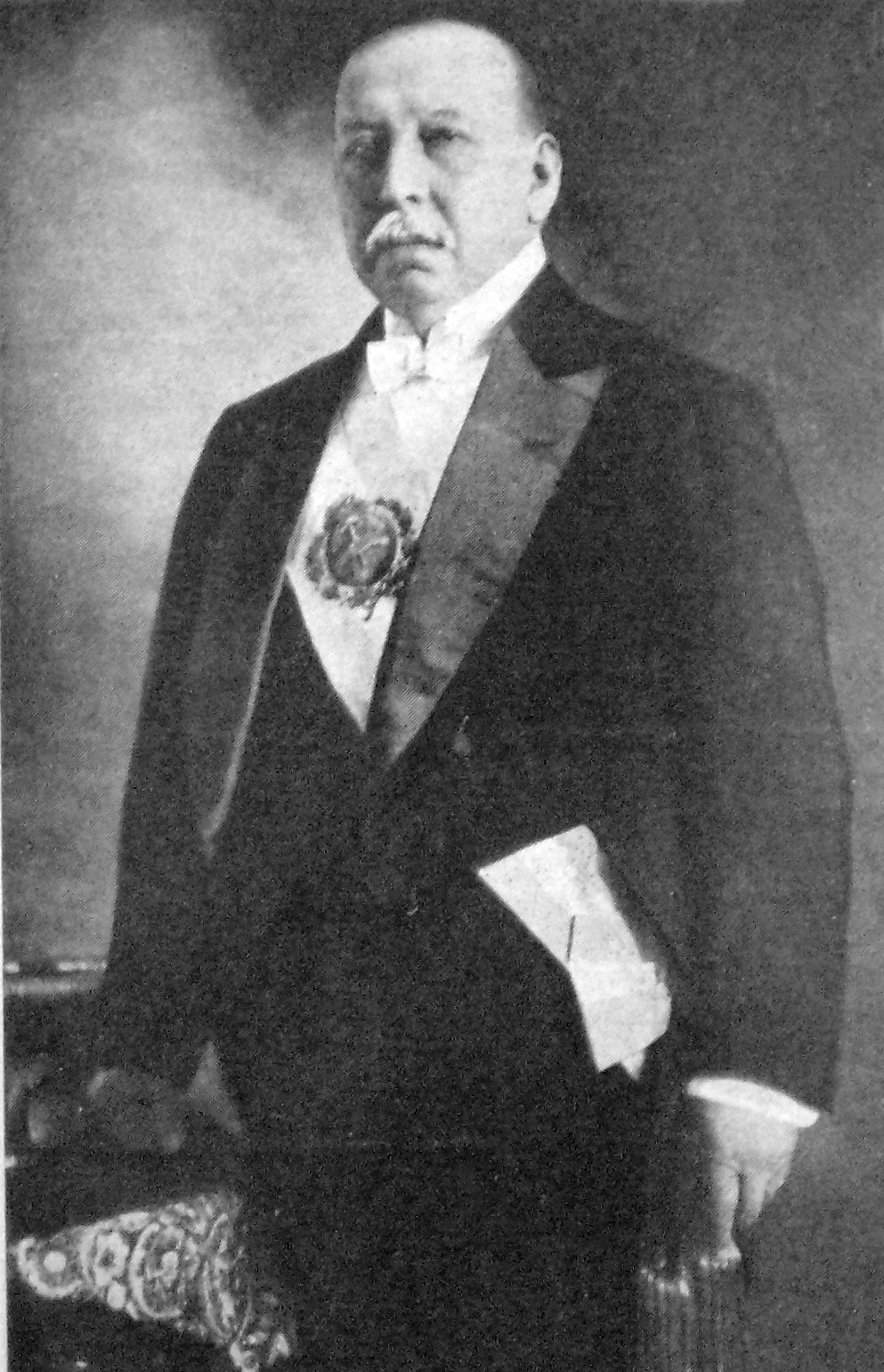

Presidente argentino a principios del siglo XX, reconocido por su gestión durante un período de estabilidad económica y modernización institucional en el país.
Facundo Quiroga

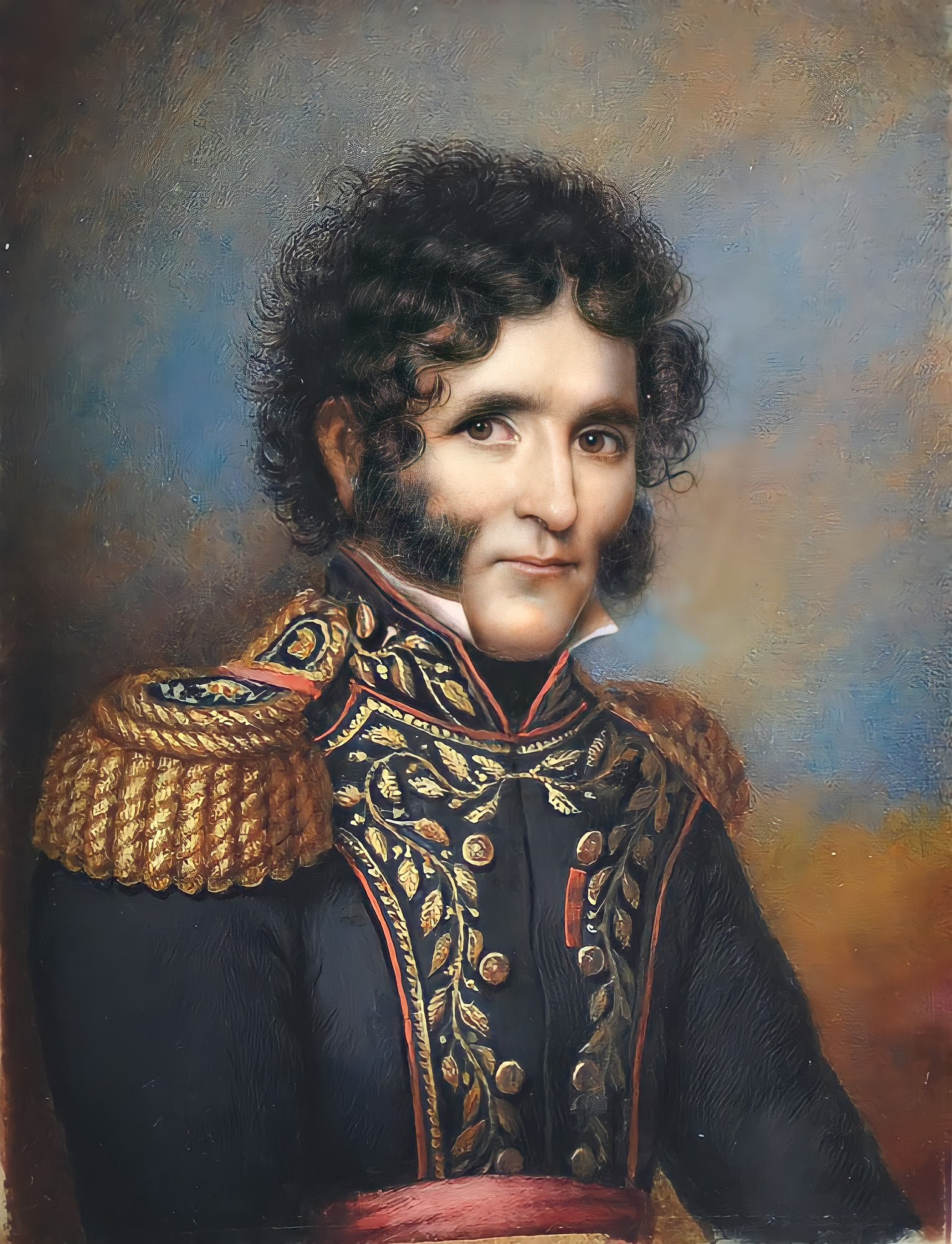

Líder militar y político del siglo XIX, defensor de la federalización y organizador político de las provincias argentinas.
Nicolas Avellaneda

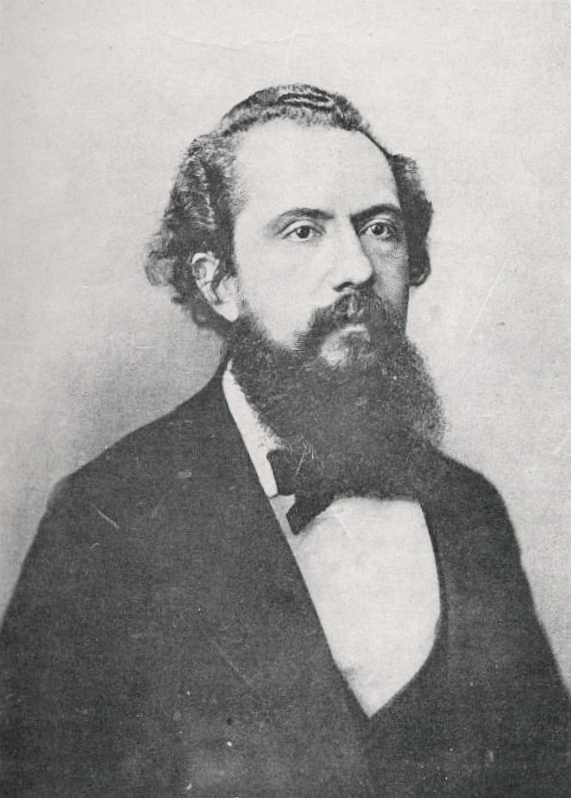

Presidente argentino que impulsó la educación pública, la inmigración y la modernización del país
Cornelio Saavedra

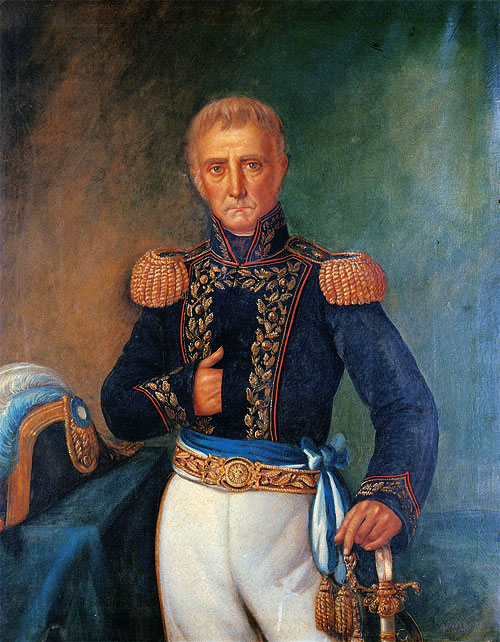

Líder de la Primera Junta durante la Revolución de Mayo, jugó un papel fundamental en los primeros pasos hacia la independencia argentina.

## Imágenes

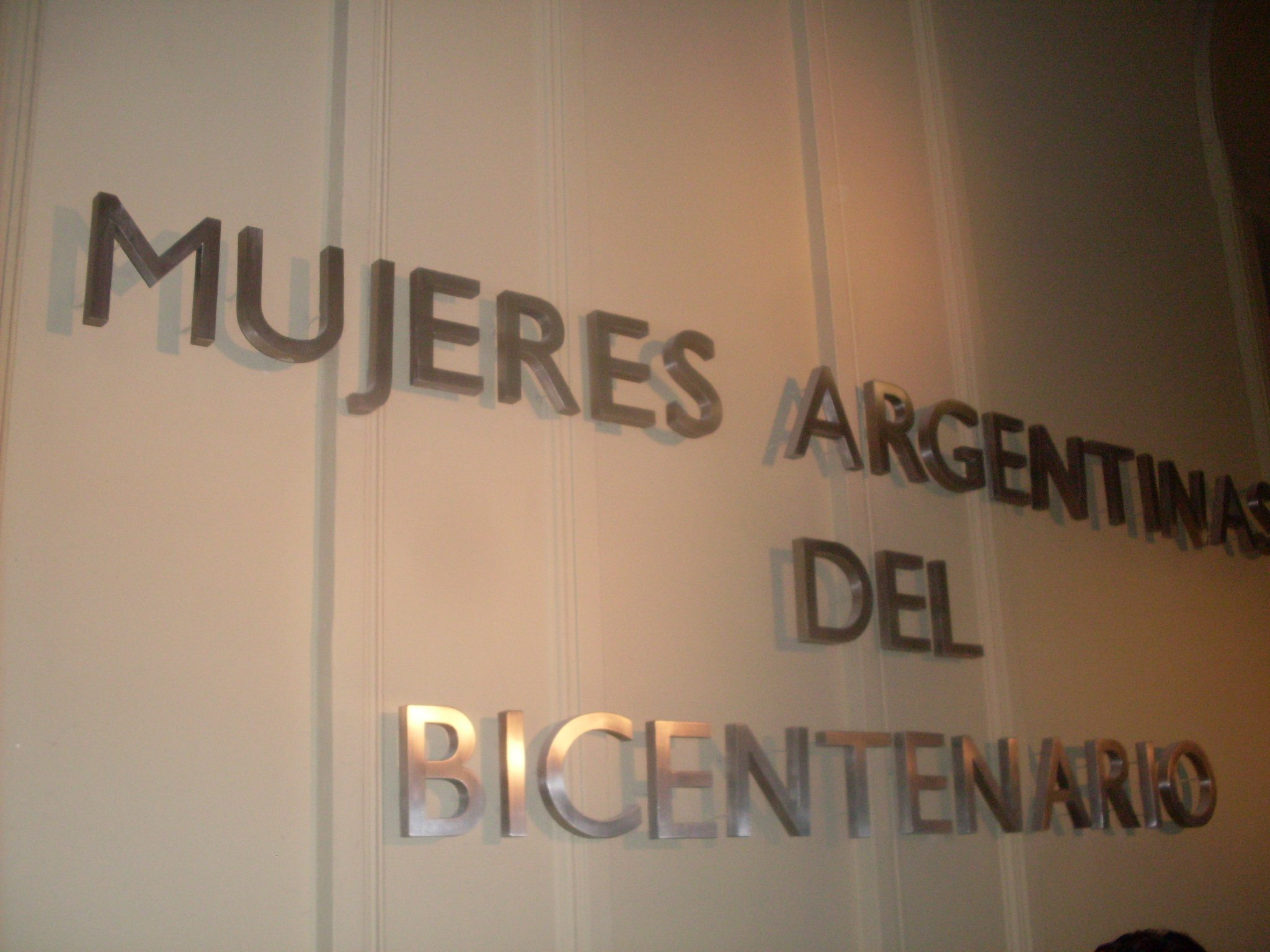
Entrada al Salón.
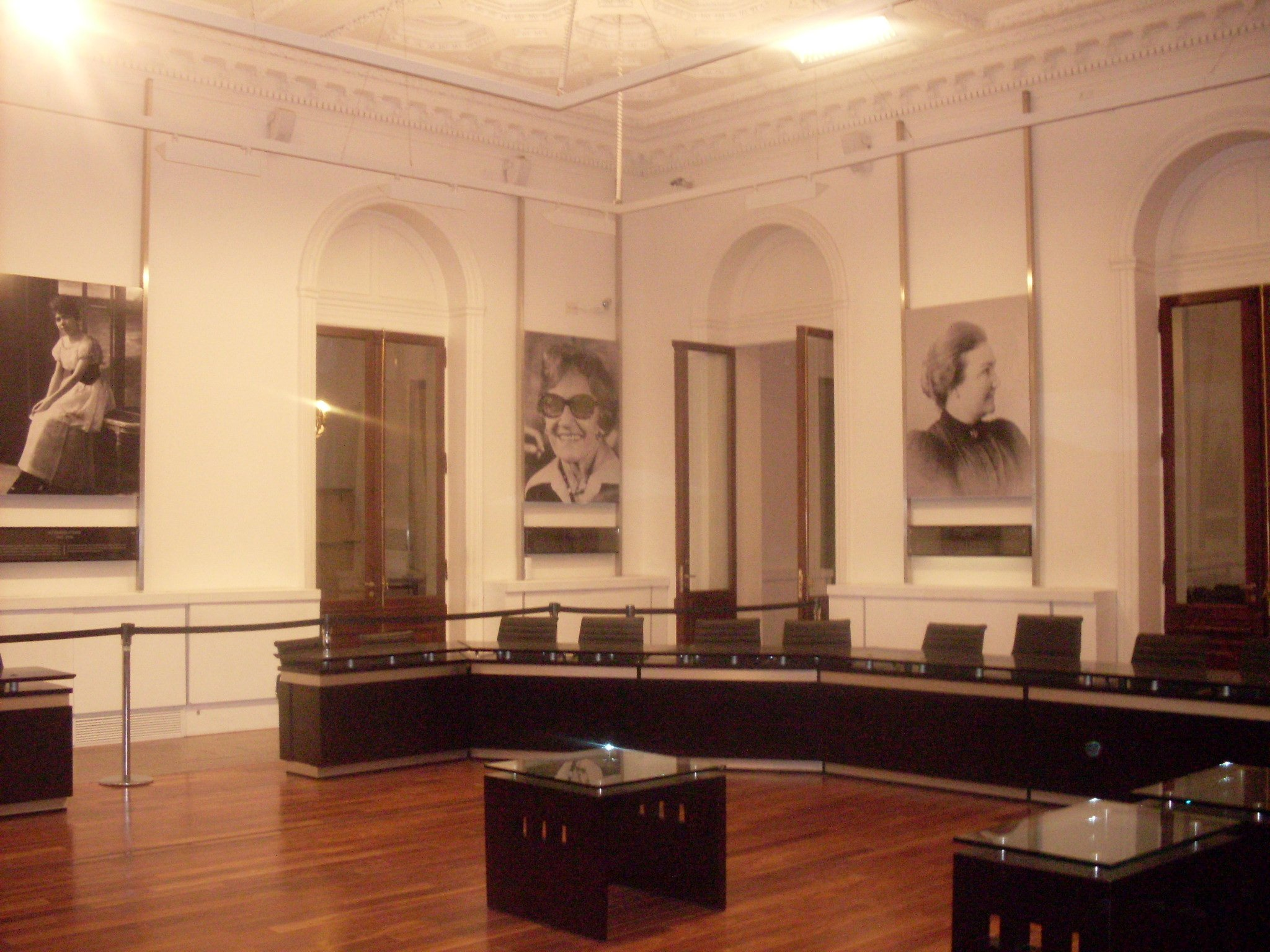
Interior.
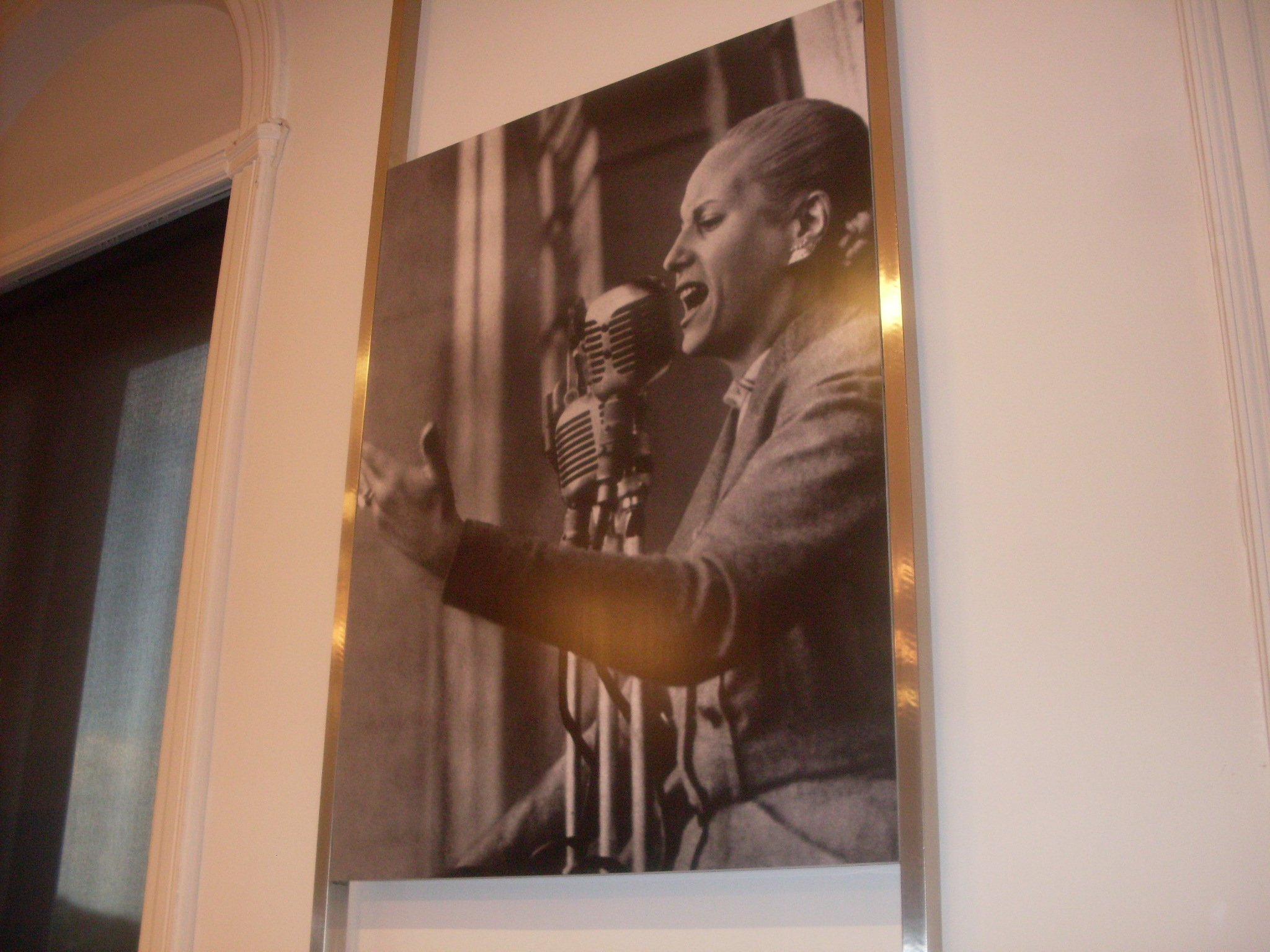
Cuadro de Evita.